# Simms (inbouwmotor)
Simms is een Brits merk van inbouwmotoren voor motorfietsen uit het allereerste begin van de twintigste eeuw. 
De Simms-motorblokjes werden onder andere geleverd aan de motorfietsmerken Davison en ASL.